# فكتور فون فايتسكر
فكتور فون فايتسكر (بالألمانية: Viktor von Weizsäcker)‏ (و. 1886 – 1957 م) هو عالم وظائف الأعضاء، وعالم إنسان، وطبيب، وأستاذ جامعي، وطبيب أعصاب ألماني، ولد في شتوتغارت، وكان عضوًا في أكاديمية هايدلبرغ للعلوم والعلوم الإنسانية (منذ 1946)، وأكاديمية هايدلبرغ للعلوم والعلوم الإنسانية (1941–1946)، وأكاديمية هايدلبرغ للعلوم والعلوم الإنسانية (1932–1941)، والأكاديمية الألمانية للعلوم ليوبولدينا، توفي في هايدلبرغ، عن عمر يناهز 71 عاماً.

## التعليم
تعلم في جامعة توبنغن، وجامعة هايدلبرغ، وEberhard-Ludwigs-Gymnasium ‏.

## روابط خارجية
- فكتور فون فايتسكر على موقع مونزينجر (الألمانية)